# コーヒーヘブン
コーヒーヘブン（coffeeheaven）は、かつて中央ヨーロッパを中心に事業を展開していたコーヒーハウス。1999年にポーランドのグディニアに初出店。2004年にはチェコ共和国のプラハ、ラトビアに店舗をオープンし、中央ヨーロッパ全体への展開の足がかりとした。その後、ラトビアのコーヒーハウス Coffee Nation の既存店舗を7店買収し、リガに進出した。2009年12月時点で本国ポーランドに加えてチェコ共和国、ブルガリア、ハンガリー、ラトビアを含む各国で92店舗を運営するに至った。
2009年12月に英国ウィットブレッド社の子会社コスタコーヒーにより3,600万ポンドで買収されることが決まった。